# Den kære Husfred
Den kære Husfred er en dansk stumfilm fra 1921, der er instrueret af Lau Lauritzen Sr. efter manuskript af Aage Brodersen.

## Handling
Denne artikel mangler et handlingsreferat. Hjælp os med at skrive det.